# Fazekas Anna
Fazekas Anna (Budapest, Ferencváros, 1905. november 15. – Budapest, 1973. január 3.) magyar író, szerkesztő, tanár. Fazekas Erzsébet történész húga, Gerő Ernő sógornője, Kulcsár István pszichiáter, individuálpszichológus első felesége, Kulcsár István író, újságíró anyja.

## Életpályája
Fazekas (Funk) Ábrahám Manó (1861–1930) magánhivatalnok és Hirsch Sarolta (1870–1944) lányaként született zsidó családban. Középiskolai tanulmányait szülővárosában végezte, majd gyógytornász oklevelet szerzett. Magánúton foglalkozott gyógyítással. Versei jelentek meg az Esti Kurírban, a Pesti Hírlapban és önálló kötetekben is. 1924-ben a munkásmozgalom tagja lett. 1944-ben deportálták. 1949-ben lektora lett az Athenaeum Könyvkiadónak. 1950–1951 között az MDP Központi Vezetőségének politikai munkatársa volt. 1952–1963 között az Ifjúsági, illetve a Móra Ferenc Könyvkiadó igazgatója volt.
1950-től jelentek meg részben önálló kötetekben, részben gyűjteményes kiadványokban óvodásoknak és kisiskolásoknak szóló verses meséi, leporellókba, kifestőkönyvekbe írt versikéi. Öreg néne őzikéje című meséjét lefordították német, cseh, orosz és kínai nyelvre is. Gyermekverseket fordított, illetve dolgozott át az Európa Könyvkiadónak és a Zeneműkiadónak. Válogatást állított össze Fáy András meséiből.

## Művei
- Ünnepi köszöntő. Rákosi elvtárs hatvanadik születésnapjára (1952 Ifjúsági Könyvkiadó)
- Öreg néne őzikéje (1952; 1977; 1981 Móra Ferenc Ifjúsági Könyvkiadó; 1993 Falukönyv-Ciceró; legutóbb: 2010 Budapest Ciceró)
- Hercsula (1973 Móra Ferenc Ifjúsági Könyvkiadó; legutóbb: 2010 Budapest Móra)
- Évi az óvodában (1979 Budapest Móra Ferenc Ifjúsági Könyvkiadó)
- Fényes telehold van [gyermekversek](1969 Budapest Móra Ferenc Ifjúsági Könyvkiadó)
- Egy vidám nap [verses képeskönyv] (1967 Budapest Móra Ferenc Ifjúsági Könyvkiadó)
- Kíváncsi Zsófi farsangja [gyermekregény] (1966 Budapest Móra Ferenc Ifjúsági Könyvkiadó)
- Rigó nóta [gyermekversek] (1959 Budapest Magvető)
- Bizony Peti, Bezzeg Ferkó [verses képeskönyv] (1956)
- A kerek kő [verses mese] (1955)
- Tányér, lábos, vasaló [mese] (1950)